# Macworld
Macworldとは、Apple製品とソフトウェアを扱うウェブサイト。かつて、月刊パソコン雑誌を発行していた。カリフォルニア州サンフランシスコに本社を構えるMac Publishingが発行している。1984年に創刊して以降、北米のMac雑誌では最大の監査済み発行部数（総計、売店両方）を誇っており競合するMac|Life（旧名:MacAddict）の2倍となっていた。Macworldはデビッド・バネル（発行人）、アンドリュー・フリューゲルマン（編集者）によって創刊。発行中のMac雑誌では最古であった。2014年11月号で休刊。

## 歴史
1997年、ジフ・デイビスのMacUser誌がIDGのMacworld誌と合併、2社の合弁会社であるMac Publishingから発行することに伴い、誌名も「Macworld, incorporating MacUser」（雑誌の目次ページにてささやかな形で反映されている）に改名された。1999年、ネットニュース部門を強化するためにオンライン出版社のMacCentral Onlineを買収した。2001年後半、IDGはジフ・デイビスが持っていたMac Publishingの株を買い取り、Mac Publishingを完全子会社化した。
MacworldはIDGの海外子会社やライセンスを取得した外部の出版社によって、オーストラリア、ドイツ (Macwelt)、イタリア、スペイン、スウェーデン、トルコ、イギリス、オランダ、インドネシアと多数の国で発行されている。これらの内容はまた、他のいくつかのIDGの出版物を盛り込んでいる。
誌名の権利はIDGの他の子会社であるIDGワールド・エキスポにも付与されており、毎年1月にサンフランシスコのモスコーニセンターにてMacworld - iWorldを開催している。
MacworldはMacworld, Playlist, MacUser, and Mac OS X Hintsといったウェブサイトを運営している。

## ポッドキャスト
Macworld PodcastとはMacworldが隔週配信しているポッドキャストである。司会は副編集長のクリス・ビーンが務めており、主にMacworldの編集者や他のMacに関する有名人へのインタビューを行なっている。ジェイソン・スネル編集ディレクターが常連ゲストでありまれにゲスト司会を務めることがある。かつてはサイラス・ファリバーが司会だった。
Macworld Podcastは2005年4月26日に「Geek Factor Podcast」として配信を開始したが、同年8月の第5回より公式に「Macworld Podcast」に改称した。